# Эммия
Э́ммия (лат. Emmia) — род грибов-базидиомицетов. В настоящее время этот род включают в семейство Meruliaceae порядка Polyporales.

## Описание
Плодовые тела однолетние, распростёртые или подушковидные. Гименофор трубчатый, однослойный с длинными трубочками губчатой консистенции и крупными угловатыми порами, белого, розоватого, кремового или бежевого цвета. Мякоть белая, вначале мясистая, затем губчатая или восковидная.
Гифальная система мономитическая, гифы без пряжек, в подстилке ветвящиеся под прямым углом, слабоамилоидные. Цистиды многочисленные или редкие, обычно инкрустированные на вершине. Базидии булавовидные с центральной перетяжкой, 4-споровые. Споры эллипсоидально-яйцевидные до короткоцилиндрических, тонкостенные, гладкие, неокрашенные, неамилоидные.

## Сходные виды в других родах
Род Эммия морфологически близок к роду Оксипорус, также обладающему гифами без пряжек, трубчатым гименофором и инкрустированными цистидами, однако оксипорус отличается псевдодимитической гифальной системой и базидиями без центральной перетяжки. У представителей рода Физиспоринус такая же губчато-мясистая консистенция и мономитическая гифальная система, однако споры их почти шаровидные, а гифы редко ветвятся под прямым углом.

## Экология
Представители рода произрастают на валежных стволах и пнях лиственных, реже хвойных пород. Вызывают белую гниль.

## Таксономия
Синонимы:
- Rigidoporus subg. Neooxyporus Pouzar, 1966

### Список видов
- Emmia latemarginata (Durieu & Mont.) Zmitr., Spirin & Malysheva, 2006
- Emmia metamorphosa (Fuckel) Zmitr., Spirin & Malysheva, 2006